# Hemfosa
Hemfosa is een plaats in de gemeente Haninge in het landschap Södermanland en de provincie Stockholms län in Zweden. De plaats heeft 80 inwoners (2005) en een oppervlakte van 33 hectare. Hemfosa ligt op het schiereiland Södertörn en wordt omringd door zowel landbouwgrond en bos als rotsachtig gebied. Bij de plaats staan zo'n zestig Hulthstuga een soort kleine vakantiehuisjes. Hemfosa ligt aan een spoorlijn en heeft een station aan Stockholms pendeltåg, een soort trein die elke werkdag wordt gebruikt door een honderdtal pendelaars die in de plaats en omgeving wonen en in Stockholm werken. Stockholm ligt zo'n veertig kilometer ten noorden van het dorp.